# Jake Allen
Jake Allen (* 7. August 1990 in Fredericton, New Brunswick) ist ein kanadischer Eishockeytorwart, der seit März 2024 bei den New Jersey Devils in der National Hockey League unter Vertrag steht. Zuvor verbrachte er zehn Jahre in der Organisation der St. Louis Blues, mit denen er in den Playoffs 2019 den Stanley Cup gewann. Zudem spielte er knapp dreieinhalb Jahre für die Canadiens de Montréal.

## Karriere

### Jugend
Jake Allen begann die Juniorenkarriere in seiner Heimatstadt Fredericton in der kanadischen Provinz New Brunswick, bevor er 2007 zu den St. John’s Fog Devils in die Ligue de hockey junior majeur du Québec wechselte. Dort kam er in seiner Debütsaison in insgesamt 30 Spielen zum Einsatz, konnte dabei allerdings nur neun Siege verzeichnen. Obwohl Allen in den Play-offs mit der Mannschaft zwei Spiele gewann, unterlag St. John’s in der ersten Runde den Acadie-Bathurst Titan. Im NHL Entry Draft 2008 wurde er schließlich von den St. Louis Blues in der zweiten Runde an insgesamt 34. Position ausgewählt und unterzeichnete im selben Jahr einen vorläufigen Einstiegsvertrag.
Da die Fog Devils in der folgenden Saison nach Montreal umgesiedelt wurden, wechselte auch Allen zur neuen Mannschaft, die Junior de Montréal genannt wurde. Dort nahm er in der Saison 2008/09 den Posten als Stammtorhüter ein und stellte zahlreiche Franchiserekorde auf. So gelangen ihm 28 Siege und ein Gegentorschnitt von 2,86 Gegentoren pro Spiel, der geringste in der Geschichte der Organisation. Zudem wurde er im Laufe der Saison einmal als Defensiver Spieler der Woche ausgezeichnet und zum All-Star Game der LHJMQ eingeladen.
Die folgende Saison begann Allen ebenfalls in Montreal, wurde aber im Januar 2010 zur Trade Deadline an die Voltigeurs de Drummondville abgegeben, die dafür zwei Erstrunden-Wahlrechte im Entry Draft der LHJMQ erhielten. Mit seinem neuen Team konnten er bis zum Ende der Saison 15 von 18 Spielen gewinnen und dabei eine Fangquote von 93 Prozent verzeichnen. Zudem gelang es Allen im Februar 2010, insgesamt über 188 Minuten in Folge ohne Gegentor zu bleiben, was die zweitlängste Serie in der Geschichte der Liga darstellte. Er wurde für seine Leistungen anschließend als Defensiver Spieler des Monats ausgezeichnet. Mit einem Gegentorschnitt von 2,20 erhielt er am Ende der Saison als bester Torhüter der LHJMQ auch die Trophée Jacques Plante und setzte sich auch bei der Wahl zum CHL Goaltender of the Year gegen seine Konkurrenten aus der OHL und der WHL durch. Zudem wurde er ins LHJMQ All-Star Team gewählt. In den Play-offs zogen die Voltigeurs bis ins Halbfinale ein, scheiterten dort aber am späteren Titelgewinner Moncton Wildcats.

### NHL
Zur Saison 2010/11 wechselte Jake Allen schließlich zu den Peoria Rivermen, dem Farmteam der St. Louis Blues, in die American Hockey League. Dort spielte er sich als Rookie auf Anhieb zum Stammtorhüter und stellte mit 24 Siegen und sechs Shutouts neue Mannschaftsrekorde auf. Zudem wurde er im November 2010 als Torhüter des Monats in der AHL ausgezeichnet und als Starttorhüter der Western Conference ins AHL All-Star Classic gewählt.

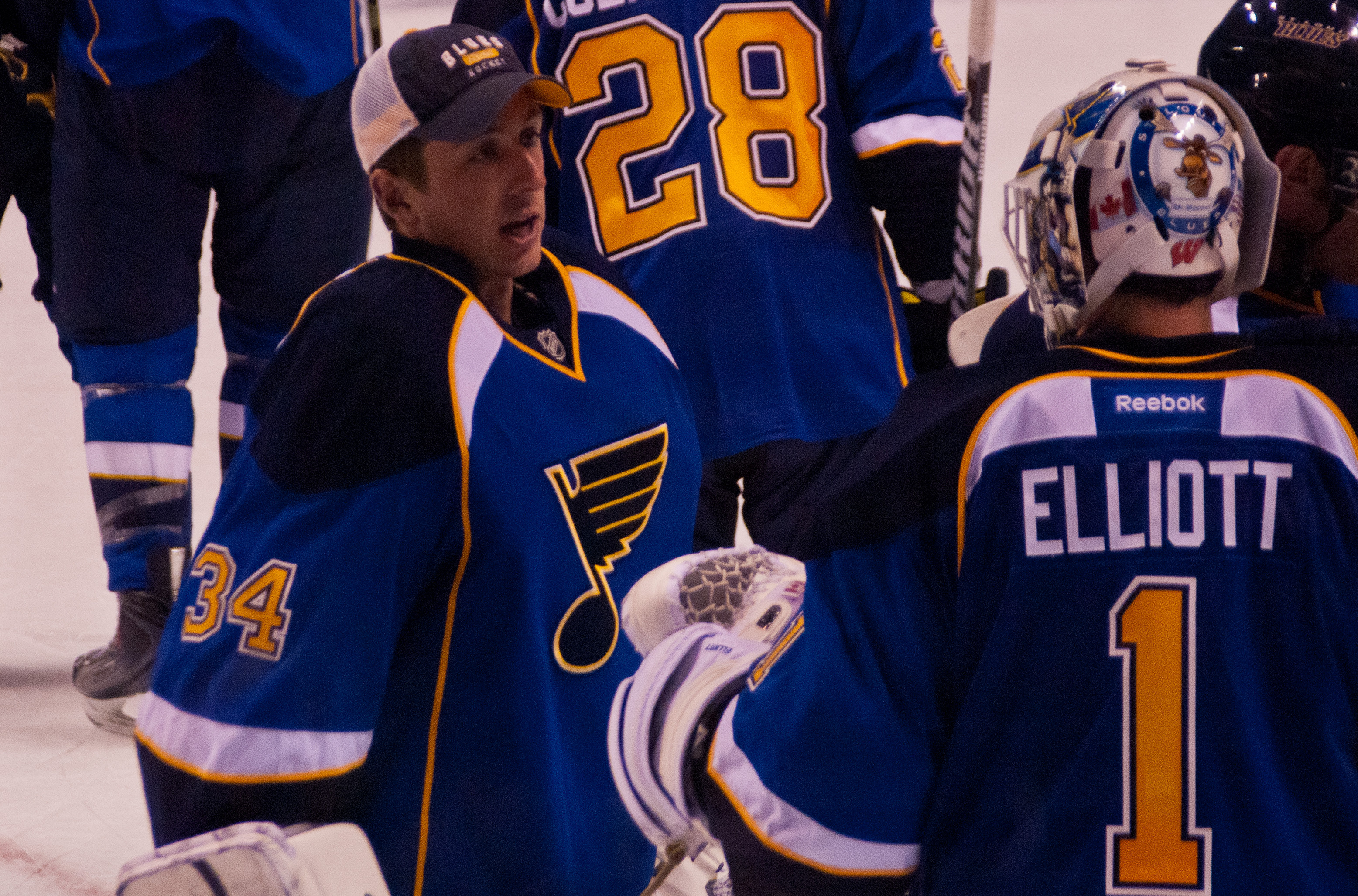
Jake Allen im Gespräch mit Brian Elliott

Jake Allen bestritt seinen ersten Einsatz für die St. Louis Blues in der National Hockey League am 30. April 2012, als er am Ende des Play-off-Spiels gegen die Los Angeles Kings für eine Minute und sieben Sekunden eingewechselt wurde. Nach dem Lockout, das den Beginn der nächsten Saison bis Januar 2013 verzögerte, wurde Allen kurz nach Saisonstart für den verletzten Jaroslav Halák erneut in den Kader der Blues berufen. Am 5. Februar 2013 gab er schließlich gegen die Nashville Predators sein Debüt in der regulären Saison. Acht Tage später wurde er erstmals als Starttorhüter eingesetzt und erzielte gegen die Detroit Red Wings auch seinen ersten NHL-Sieg. Daraufhin gewann er sieben seiner folgenden acht Einsätze und verzeichnete gegen die Phoenix Coyotes auch sein erstes Shutout. Am Ende der Saison wurde Allen für seine Leistungen ins NHL All-Rookie Team berufen.
Während der Vorbereitung der Saison 2013/14 stand Allen im erweiterten Kader, konnte sich jedoch gegen Halák und Brian Elliott nicht durchsetzen und wurde im September an das neue AHL-Farmteam, die Chicago Wolves, abgegeben. Erst mit Beginn der Saison 2014/15 etablierte sich Allen im NHL-Aufgebot der Blues und kam auf 43 Einsätze, wobei er alle Rookie-Torhüter in Siegen (22) und Shutouts (4) anführte. Nach der Saison wurde er daher erneut ins NHL All-Rookie Team gewählt, wobei er immer noch den Status eines Rookies hatte, weil er in der vorherigen NHL-Spielzeit nicht über 25 Einsätze gekommen war.
Im weiteren Verlauf etablierte sich Allen als unumstrittener Stammtorwart der Blues und hatte diese Position etwa fünf Jahre lang inne. In der zweiten Hälfte der Saison 2019/20 wurde er schließlich von Jordan Binnington verdrängt, mit dem das Team in den anschließenden Playoffs 2019 auch prompt den Stanley Cup gewann. Nach einer weiteren Spielzeit in St. Louis, in der er als Backup von Binnington fungierte, wurde der Kanadier schließlich im September 2020 mitsamt einem Siebtrunden-Wahlrecht für den NHL Entry Draft 2022 an die Canadiens de Montréal abgegeben. Im Gegenzug erhielten die Blues ein Dritt- und ein Siebtrunden-Wahlrecht für den NHL Entry Draft 2020. Somit verließ Allen das Team nach etwa zehn Jahren, wobei er sich zu diesem Zeitpunkt jeweils auf Rang zwei der Franchise-Bestenliste in den Kategorien absolvierte Spiele (289), Siege (148; jeweils hinter Mike Liut) und Shutouts (21; hinter Brian Elliott) platzierte.
In den Playoffs 2021 erreichte Allen mit den Canadiens erneut das Finale um den Stanley Cup, unterlag dort allerdings den Tampa Bay Lightning mit 1:4. Im Oktober 2022 unterzeichnete er einen neuen Zweijahresvertrag in Montréal, der ihm mit Beginn der Saison 2023/24 ein durchschnittliches Jahresgehalt von 3,85 Millionen US-Dollar einbringen soll. Bereits im März 2024 allerdings wurde er nach dreieinhalb Jahren bei den Canadiens an die New Jersey Devils abgegeben, während die Devils im Gegenzug ein konditionales Drittrunden-Wahlrecht im NHL Entry Draft 2025 nach Montréal sandten.

### International
Sein internationales Debüt gab Jake Allen bei der U18-Weltmeisterschaft 2008, als er mit dem Team Canada die Goldmedaille gewann. Im Verlauf des Turniers stand Allen in allen sieben Spielen im Tor der kanadischen Mannschaft und führte mit einer Fangquote von knapp 95 %, einem Gegentorschnitt von 1,43 und zwei Shutouts alle Torhüterstatistiken an. Nach Ende des Turniers wurde Allen damit als wertvollster Spieler des Turniers und bester Torhüter der Weltmeisterschaft ausgezeichnet. Zudem erhielt er eine Nominierung ins All-Star Team.
Zwei Jahre später wurde der Torhüter erneut in die Junioren-Nationalmannschaft berufen und war bei der U20-Weltmeisterschaft 2010 ebenfalls Stammtorhüter der Auswahl. Dabei bestritt er fünf Spiele für die Kanadier und hatte am Ende den geringsten Gegentorschnitt des Turniers. Im Finale scheiterte die Mannschaft allerdings an den USA und gewann so die Silbermedaille.

## Erfolge und Auszeichnungen
| - 2009 LHJMQ All-Star Game - 2010 Trophée Jacques Plante - 2010 CHL Goaltender of the Year - 2010 LHJMQ First All-Star Team - 2011 Teilnahme am AHL All-Star Classic - 2013 NHL All-Rookie Team | - 2014 Teilnahme am AHL All-Star Classic - 2014 AHL First All-Star Team - 2014 Aldege „Baz“ Bastien Memorial Award - 2015 NHL All-Rookie Team - 2019 Stanley-Cup-Gewinn mit den St. Louis Blues |

### International
- 2008 Goldmedaille bei der U18-Junioren-Weltmeisterschaft
- 2008 Wertvollster Spieler der U18-Junioren-Weltmeisterschaft
- 2008 All-Star Team der U18-Junioren-Weltmeisterschaft
- 2010 Silbermedaille bei der U20-Junioren-Weltmeisterschaft

## Karrierestatistik
Stand: Ende der Saison 2024/25

### International
Vertrat Kanada bei:
- U18-Junioren-Weltmeisterschaft 2008
- U20-Junioren-Weltmeisterschaft 2010

(Legende zur Torhüterstatistik: GP oder Sp = Spiele insgesamt; W oder S = Siege; L oder N = Niederlagen; T oder U oder OT = Unentschieden oder Overtime- bzw. Shootout-Niederlage; Min. = Minuten; SOG oder SaT = Schüsse aufs Tor; GA oder GT = Gegentore; SO = Shutouts; GAA oder GTS = Gegentorschnitt; Sv% oder SVS% = Fangquote; EN = Empty Net Goal; 1 Play-downs/Relegation; Kursiv: Statistik nicht vollständig)